# 1476 Cox
1476 Cox (1936 RA) là một tiểu hành tinh vành đai chính được phát hiện ngày 10 tháng 9 năm 1936 bởi Delporte, E. ở Uccle.